# Jan Koblasa

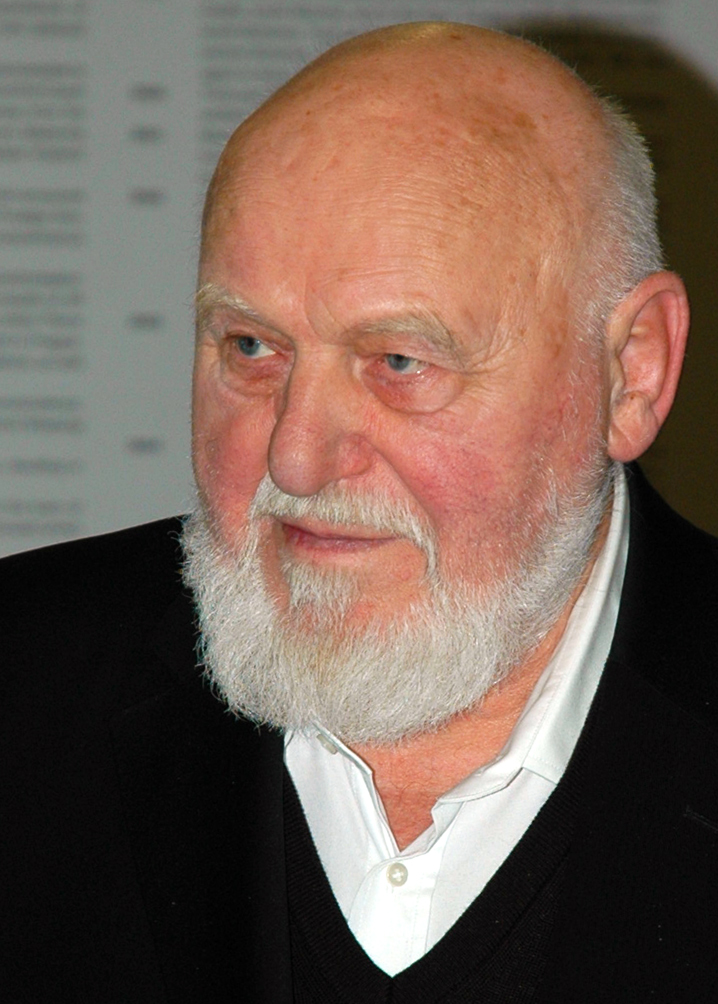
Jan Koblasa, 2012

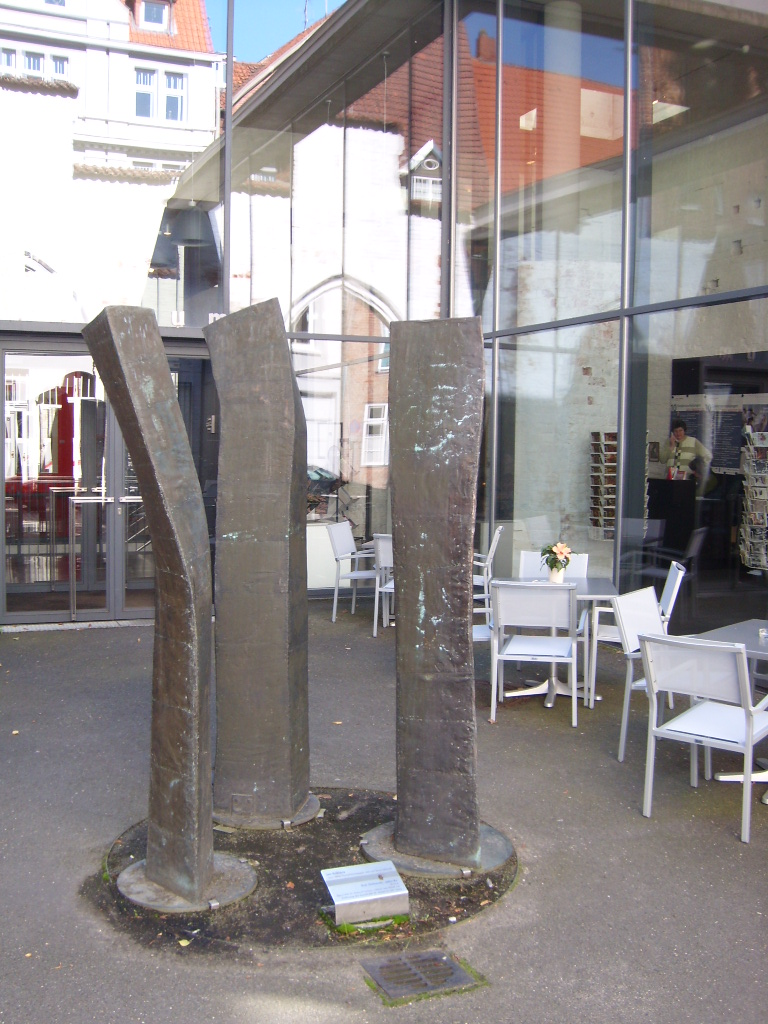
Drei Stehende in Lübeck

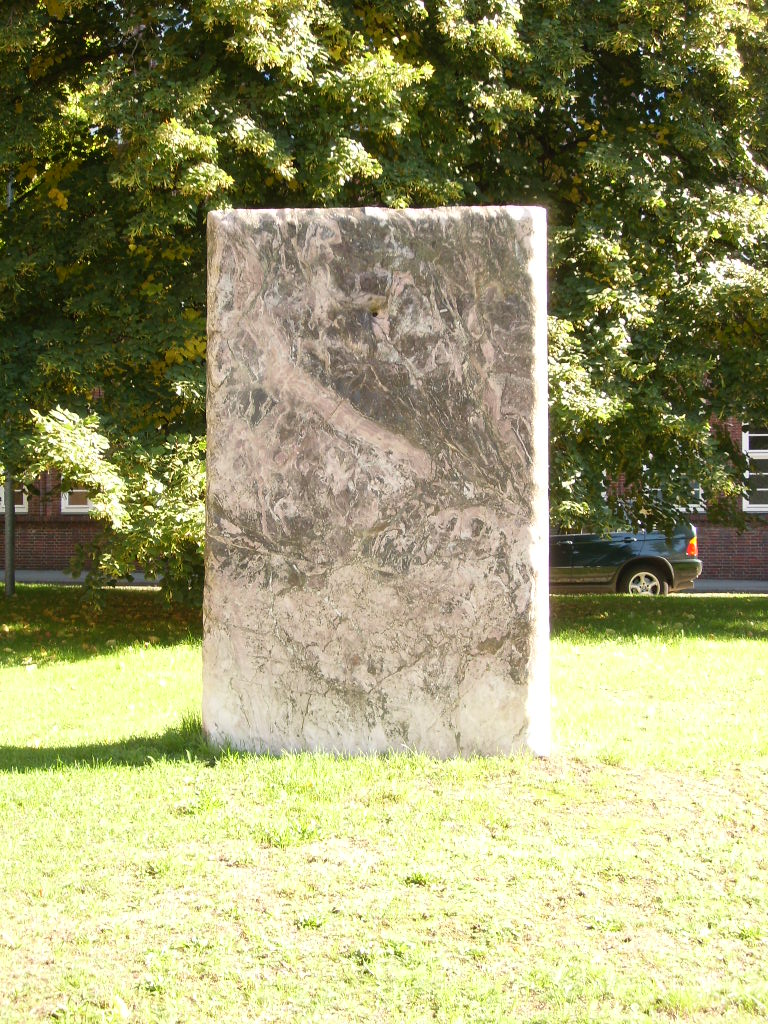
Arabella in Lübeck

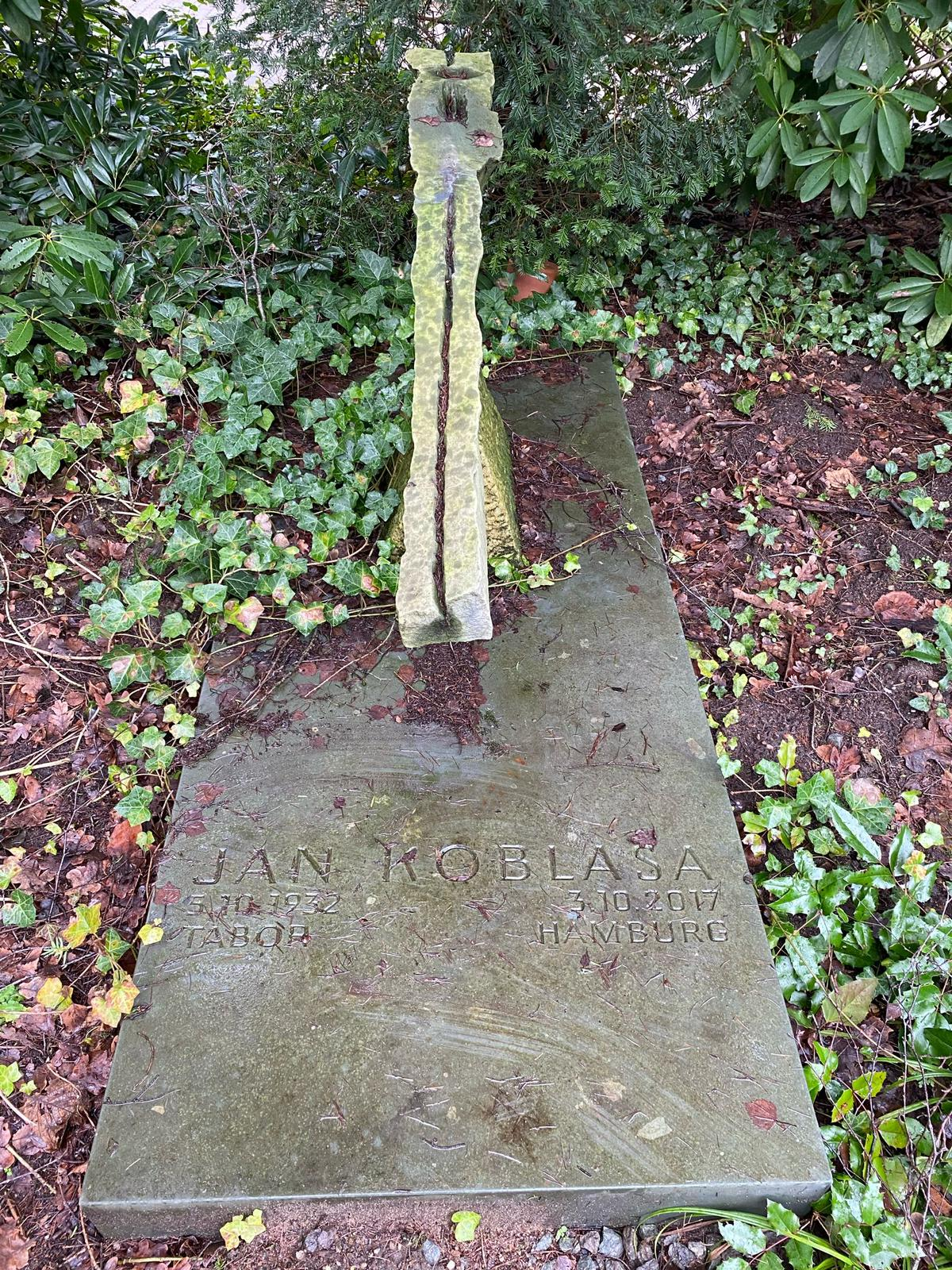
Grabstätte auf dem Friedhof Blankenese

Jan Koblasa (* 5. Oktober 1932 in Tábor, Tschechoslowakei; † 3. Oktober 2017 in Hamburg) war ein tschechischer Bildhauer, Maler, Graphiker, Autor philosophischer Essays und Hochschullehrer.

## Leben und Wirken
Jan Koblasa absolvierte sein Studium von 1952 bis 1958 an der AVU Prag. Gemeinsam mit Jaroslav Vožniak, Bedřich Dlouhý und Karel Nepraš gründete er die Künstlergruppe „Šmidrové“. Die Unruhen während des Prager Frühlings zwangen ihn zunächst für einige Jahre ins Exil nach Italien. Eine Einladung zu einer Ausstellung in der Kunsthalle zu Kiel nutzten die Verantwortlichen, um Jan Koblasa die Gründung der Bildhauerklasse an der Fachhochschule für Gestaltung, der späteren Muthesius Kunsthochschule, anzubieten. Von 1969 bis 1997 leitete er als Professor die Bildhauerei an der Muthesius Kunsthochschule Kiel. Koblasas Unterricht umfasste die traditionelle plastische Ausdrucksform, wie Porträt, Figur und Akt. Er ließ seinen Studierenden aber auch einen großen Freiraum für weitere künstlerische Aktivitäten.
In den Jahren von 2002 bis 2005 lehrte Koblasa als Honorarprofessor für Bildhauerei an der Prager Akademie der Bildenden Künste (AVU Prag).
Jan Koblasa hatte zahlreiche Ausstellungen in vielen Ländern und anlässlich seines 80. Geburtstags widmete ihm das Neue Museum Nürnberg 2012 eine Einzelausstellung, und in der Reithalle der Prager Burg wurde er mit einer großen Werkschau gewürdigt. Koblasas Werke wurden von mehr als 30 Museen und Sammlungen angekauft. Jan Koblasa lebte und arbeitete in Hamburg und Prag. Er verstarb zwei Tage vor Vollendung seines 85. Lebensjahres und wurde auf dem Friedhof Blankenese beigesetzt. Die Grabstätte liegt unmittelbar neben der des Bildhauers Gustav Seitz. 

### Preise und Würdigungen (Auswahl)
Koblasa wurde mit zahlreichen Preisen geehrt.
- 1989 Preis der Landesindustrie Schleswig-Holstein
- 1995 Ehrengast der Deutschen Akademie Villa Massimo, Rom
- 2002 Medaille 1. Grades der Tschechischen Republik für die künstlerische Tätigkeit
- 2003 Silberne Medaille der Prager Karlsuniversität für das Lebenswerk

## Werke (Auswahl)
- In Bílka (deutsch Pilkau), einem Ortsteil der Gemeinde Bořislav in Tschechien, wurde im Jahr 2002 der deutsch-tschechische Freundschaftsweg angelegt. Unter der Schirmherrschaft von Václav Havel schufen auf Initiative von Ivan Nosek und Jan Koblasa tschechische und ausländische Künstler 14 Statuen, die entlang des Weges auf den Berg und nach Černčice aufgestellt wurden. Sie sollen die Natur, die Tradition des Gebietes und die Freundschaft symbolisieren.[3]
- Der Altar in der Kieler Universitätskirche wird eingerahmt von zwei Boten: „Fly I“ und „Fly II“. Sie sind eine Leihgabe des Künstlers.
- Skulpturen und Objekte in Lübeck
  - Kopfplastik. (Beton; 1975) vor der Paul-Gerhardt-Schule
  - Arabella. (Marxgrüner Marmor in Bayern; 1983, beim Lübecker Bildhauersymposion) südlich des Ostchors des Lübecker Doms
  - Domtürme. (Anröchter Stein aus Westfalen; 1983, beim Lübecker Bildhauersymposion) auf dem Kirchhof auf der Nordseite des Doms
  - Drei Stehende. (Bronzeplastik; 1980/81, Geschenk von Konsul Dietrich Schulz zur Eröffnung der Kunsthalle) im Vorhof des St.-Annen-Museums
- In Neumünster steht am Ostufer des Einfelder Sees die Doppelskulptur David und Goliath (Diabas, 1989).
- Im Skulpturenpark Nortorf steht sein Werk Fünf Arbeitstage aus Findlingen, Feldsteinen und Edelstahl, 1989
- Im Skulpturenpark Schloss Gottorf stehen die Werke Tempel (1982/1989), Schutzstein (1989), Vier Boten (1990) und Heiliger Sebastian (1991).
- Im Skulpturenpark des Bibelgartens des Bibelzentrum Schleswig stehen die Werke Jeremia (1999) und Adler (2008)
- Balance (1988). Standort: Berufliche Schulen Gaarden, Kiel.
- Buddha – Materialisation des Wortes (1976). Standort: Werftstraße, Kiel
- Vier Boten (1980er Jahre / 1990). Standort: Skulpturenpark Herbert Gerisch-Stiftung, Neumünster.
- Der Wächter (Hattingen; 1993)[4]

## Schülerinnen und Schüler (Auswahl)
- Jörg Bethke (Joerg B.)
- Jaroslav Borovicka (Jaro Boro)
- Karl-Heinz Boyke
- Bertrand Freiesleben
- Václav Gatarik
- F. Jörg Haberland
- Suzana Hlináková
- Ulrich Lindow
- Annemarie Schulte-Wülwer
- Ben Siebenrock
- Ingo Warnke
- Insa Winkler
- Elsbeth Arlt
- Katja Plaehn
- Jo Kley